# ミヒャエル・バルハウス
ミヒャエル・バルハウス（Michael Ballhaus, 1935年8月5日 - 2017年4月11日）は、ドイツ出身の映画撮影監督。

## 人物
ドイツ時代に多くのライナー・ヴェルナー・ファスビンダー作品に参加した。
ファスビンダーの死後はアメリカに活動の場を移し、主にマーティン・スコセッシの右腕として世界的に知られるようになる。
息子のフロリアン・バルハウスも撮影監督となった。
2007年にヨーロッパ映画賞世界的貢献賞を受賞した。撮影監督の受賞はイタリアのカルロ・ディ・パルマに続き史上2人目である。

## 手がけた作品
- ペトラ・フォン・カントの苦い涙 Die bitteren Tränen der Petra Von Kant (1972)
- 自由の代償 Faustrecht der Freiheit (1975)
- シナのルーレット Chinesisches Roulette (1976)
- マリア・ブラウンの結婚 Die Ehe der Maria Braun (1979)
- ベイビー・イッツ・ユー Baby It's You (1983)
- アフター・アワーズ After Hours (1985)
- ハスラー2 The Color of Money (1986)
- ガラスの動物園 The Glass Menagerie (1987)
- ブロードキャスト・ニュース Broadcast News (1987)
- 最後の誘惑 The Last Temptation of Christ (1988)
- ペテン師とサギ師/だまされてリビエラ Dirty Rotten Scoundrels (1988)
- ワーキング・ガール Working Girl (1988)
- 恋のゆくえ/ファビュラス・ベイカー・ボーイズ The Fabulous Baker Boys (1989)
- グッドフェローズ Goodfellas (1990)
- ハリウッドにくちづけ Postcards from the Edge (1990)
- マンボ・キングス/わが心のマリア The Mambo Kings (1992)
- ドラキュラ Dracula (1992)
- エイジ・オブ・イノセンス/汚れなき情事 The Age of Innocence (1993)
- クイズ・ショウ Quix Show  (1994)
- アウトブレイク Outbreak (1995)
- スリーパーズ Sleepers (1996)
- エアフォース・ワン Air Force One (1997)
- パーフェクト・カップル Primary Colors (1998)
- ワイルド・ワイルド・ウエスト Wild Wild West (1999)
- バガー・ヴァンスの伝説 The Legend of Bagger Vance (2000)
- ギャング・オブ・ニューヨーク Gangs of New York (2001)
- アップタウン・ガールズ Uptown Girls (2003)
- 恋愛適齢期 Something's Gotta Give (2003)
- ディパーテッド The Departed (2006)